# فراشة إمبراطورية هندية أرجوانية
الفراشة الإمبراطورية الهندية الأرجوانية أو إمبراطور هندي أرجواني (الاسم العلمي Mimathyma ambic)، نوع من الفراشات من فصيلة الحورائيات. موطنها آسيا.